# Båtsport

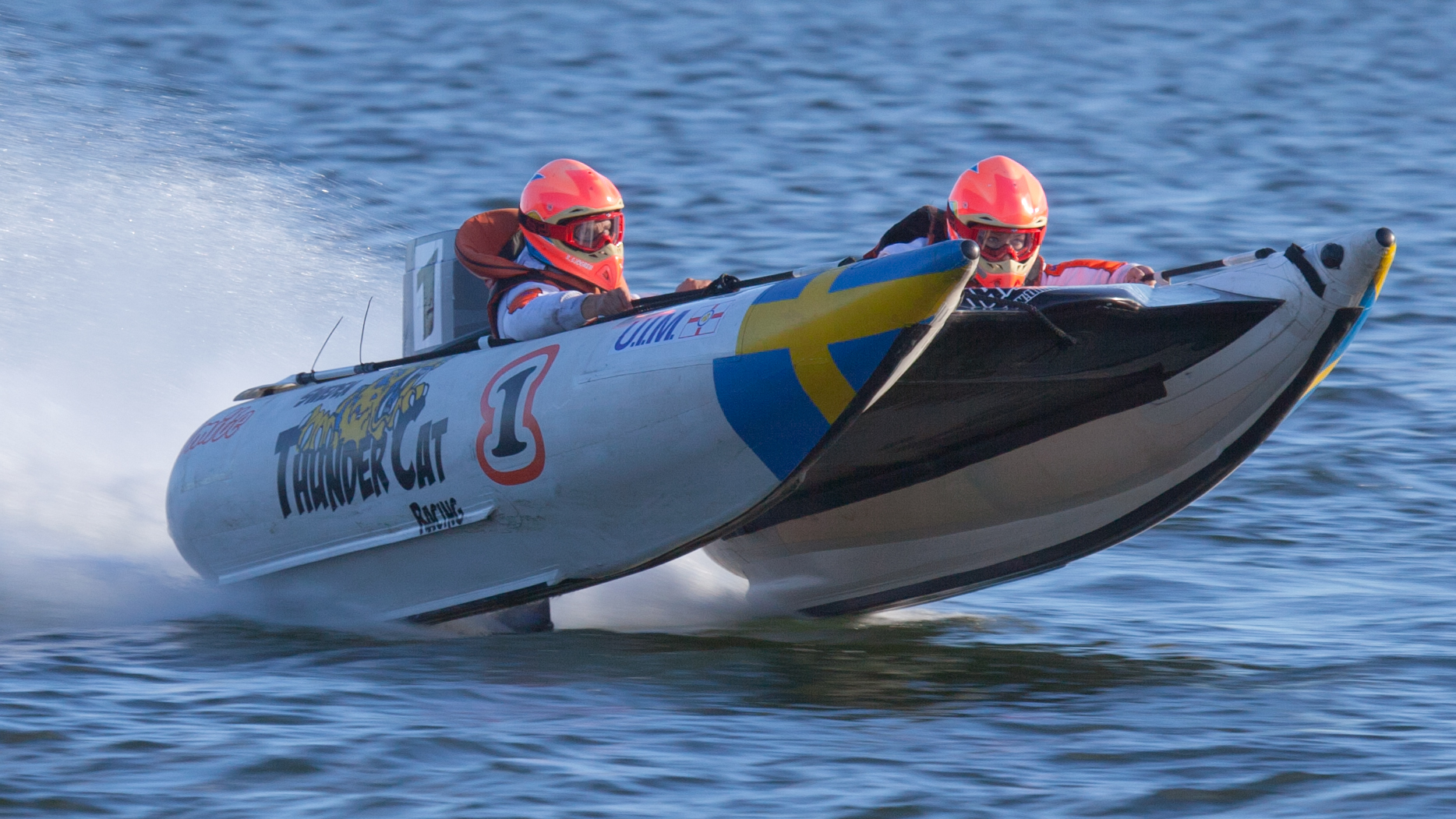
Thundercat i Vaxholmsloppet.

Båtsport är en benämning på sjöfart i rekreationssyfte. De båtar som används för båtsport kallas fritidsbåtar.
Båtsport kan delas in i:
- Kappsegling
- Motorbåtsport
- Kanotsport
- Rodd
- Surfing
- Vattenskidåkning